# 캐논 EOS 7D
캐논 EOS 7D(Canon EOS 7D)는 캐논이 2009년 9월 출시한 디지털 SLR카메라이다. 60프레임 HD동영상 촬영 기능과 초당 8연사, 시야율 약 98%, 19포인트 크로스 AF센서 등 강력한 기능이 특징인 캐논사의 APS-C 플래그십 새로운 라인업의 첫 제품이다. 경쟁 모델로는 니콘에서 발매한 D300S가 있다.

## 비판

### 시야율 허위 게재 논란
캐논은 홈페이지와 인터넷, 신문 등에 게재한 7D의 광고에서 시야율 100%를 강조하였다. 하지만 DSLR 잡지인 'DCM'과 유저들이 측정한 결과 97~98%정도로 나타났다. 이에 대하여 DSLR 관련 사이트와 동호회 등에서 유저들의 비판이 거세지자 캐논은 홈페이지와 인터넷 광고에서 시야율 100%를 '약 100%'로 변경 게재 하였다. 하지만 여전히 모든 광고에서 시야율 약 100%를 강조하고 있으며, 시야율이 98%에 해당하는 5D MARK II보다도 실측치가 더 낮게 나온 점, CIPA 기준이 ±1% 이내라는 점에서 유저들의 비판은 더욱 거세지고 있으며 일본 등 해외에서까지 파문이 커지고 있다. 유저들은 소비자원에 고발하거나, 환불을 요구하기도 하였다. 후에 캐논측은 홈페이지의 공지문에서 "뷰파인더에 보이는 것이 안찍히는 경우가 발생하면 안되므로 시야율은 최대치를 100%로 하였다"며, "7D의 시야율 합격 기준은 가로,세로 99% ±1%라는 내규에 의해 제조되고 있다" 고 밝혔다. 또한 문제를 정확하게 파악하기 위해 시야율 측정 기계를 일본에서 들여올 것이며, 이후에 유저들이 원할 경우 일부 센터에서 시야율 측정 테스트가 가능하여 기준에 적합하지 않은 제품들은 교환 또는 환불을 해주겠다고 밝혔다. 그러나 유저들은 '가로세로 시야율을 최소 98%까지 인정하면 면적으로는 96%까지 허용되는 것 아니냐', '시야율 합격 기준이 99% ±1%면 99%가 옳은 것 아니냐'며 반발은 가라앉지 않고 있다. 또한 캐논은 100%에 가깝도록 제조하되 100%를 넘기지는 않도록 방침을 정해놓았다고 밝혔으나 실제로 100%에 가까운 제품은 없는 것으로 드러났다.
또한 캐논측은 구매자의 사인을 요구하거나, 구입일이 일정기간 지난 제품들에 대해서는 환불을 거부하기도 하였다.
2010년 5월 4일 캐논측이 과장광고를 한 사실이 인정되어 공정거래위원회의 경고를 받았다.

### 잔상
연사로 촬영할 시에 이전에 촬영된 사진의 잔상이 남는 현상이 발견되었다. 이 문제로 인하여 10월 27일 캐논측은 "적정노출의 이미지는 거의 구별할 수 없지만 이미지 레벨 보정 등의 조절을 가한 경우 잔상이 눈에 띄게 발생한다"며 공식적으로 잔상 현상을 인정하였다. 캐논측은 이 문제에 대한 해결책을 원인조사 및 분석해 11월 초순경에 고지한다고 밝혔다.

## 사진

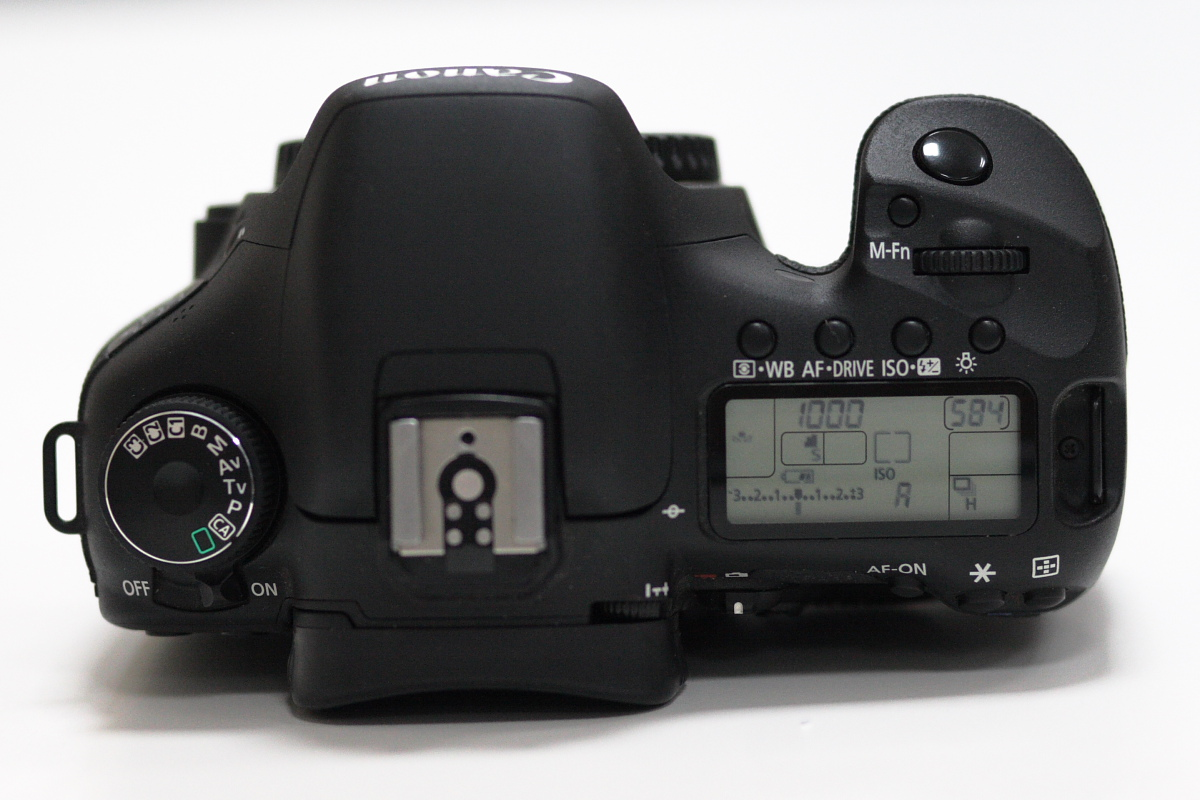
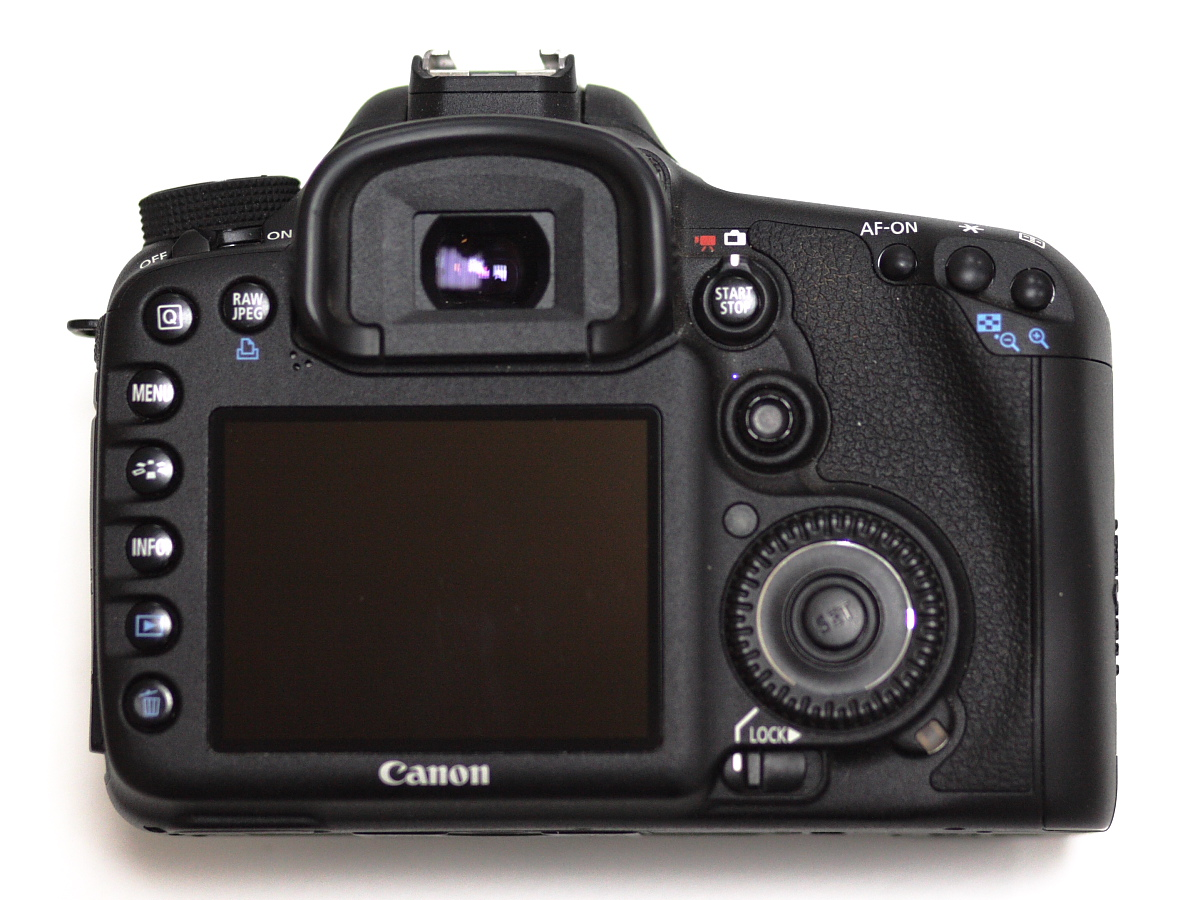
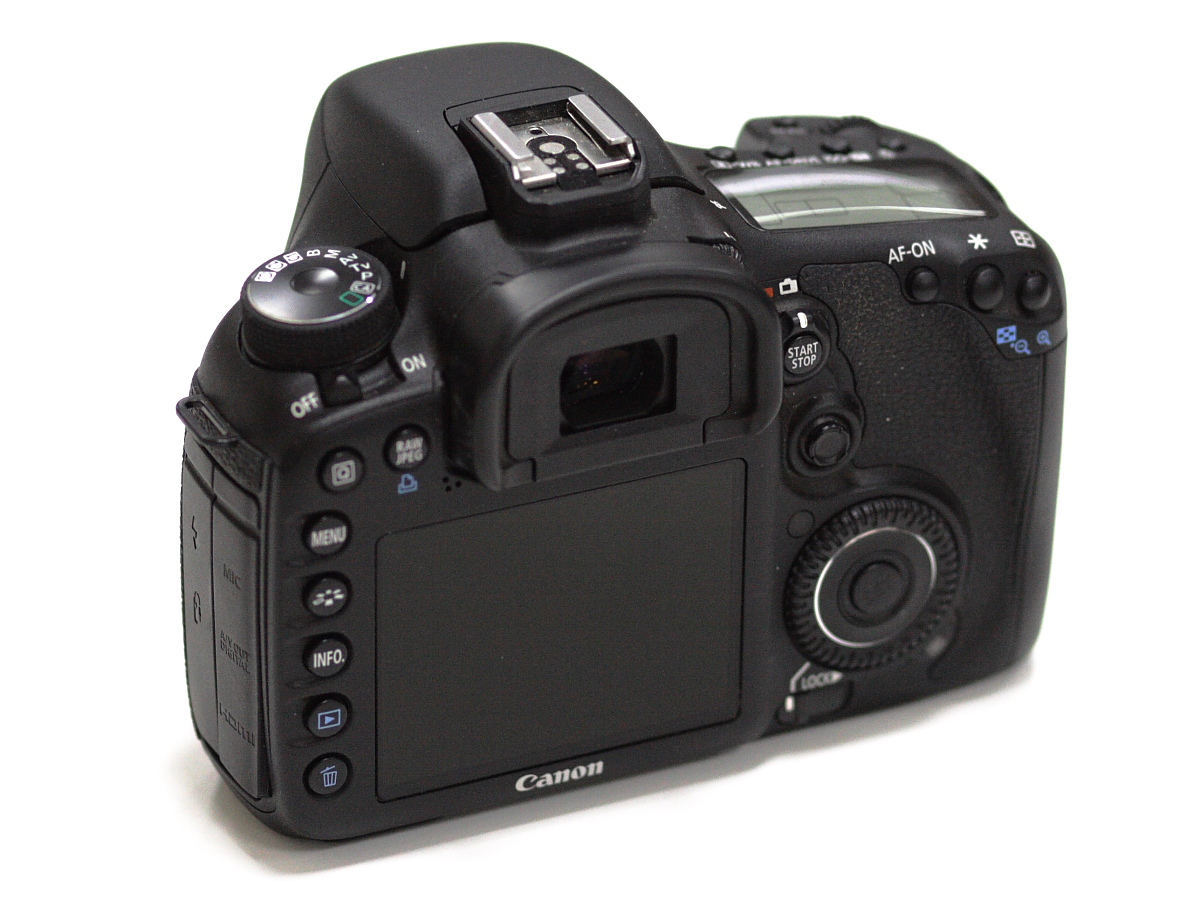
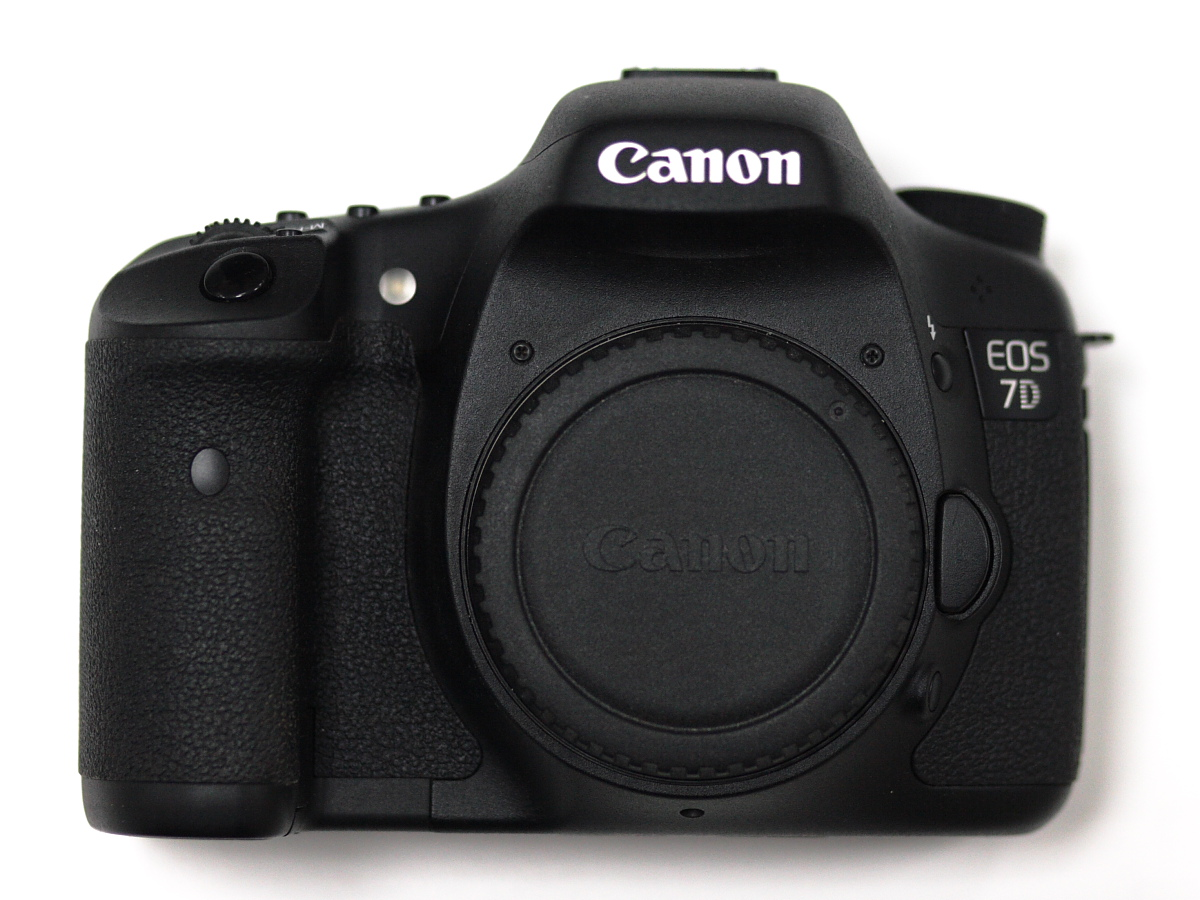
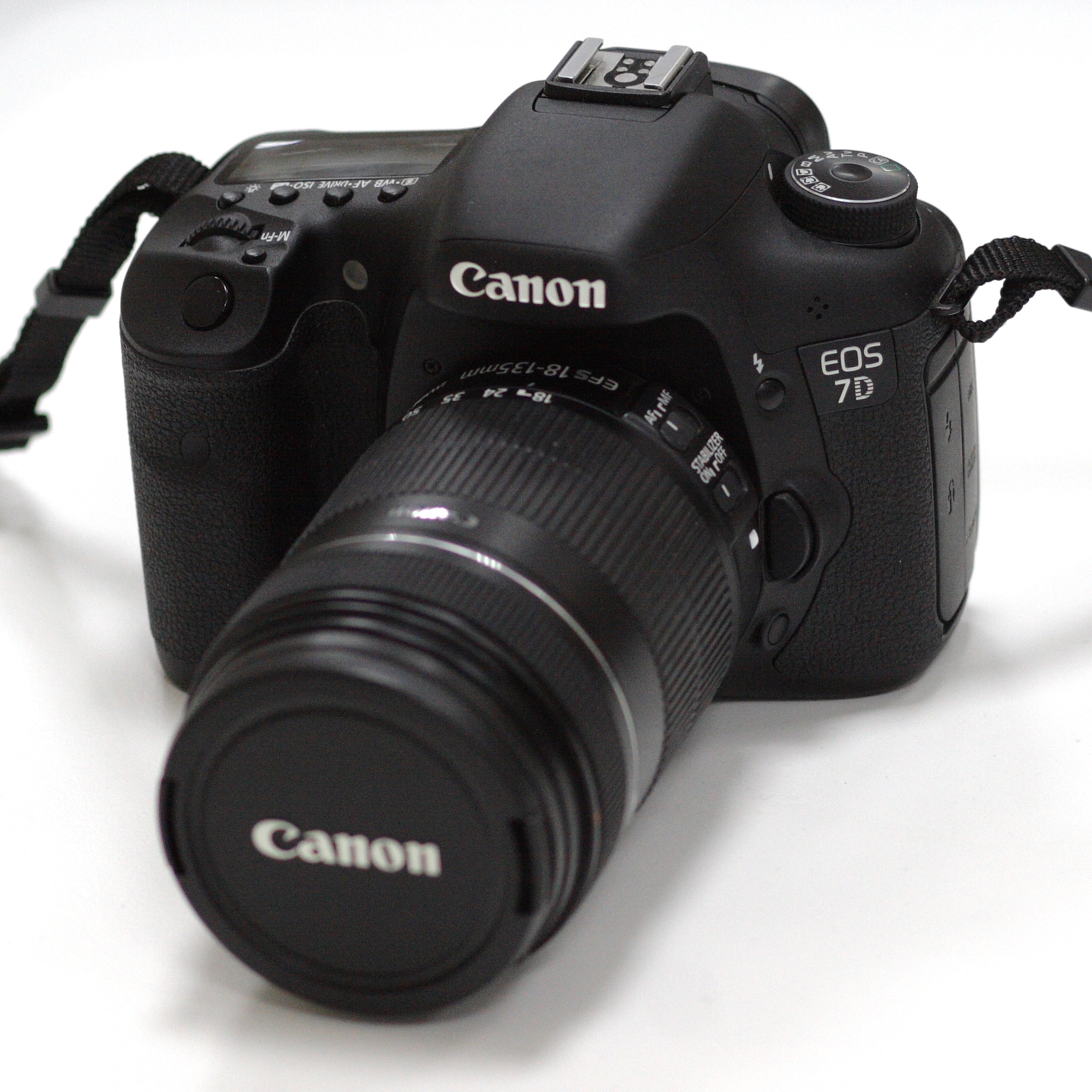

## 같이 보기
- 캐논
- 캐논 EOS
- 캐논 EF 마운트
- 캐논 EF-S 마운트